# Parison
In tecnologia dei materiali, con il termine parison si indica un tubo cavo in materiale plastico o vetro da cui si ottiene il pezzo finito (bottiglie o flaconi) attraverso la tecnica dello stampaggio per soffiaggio.

## Produzione e soffiaggio del parison

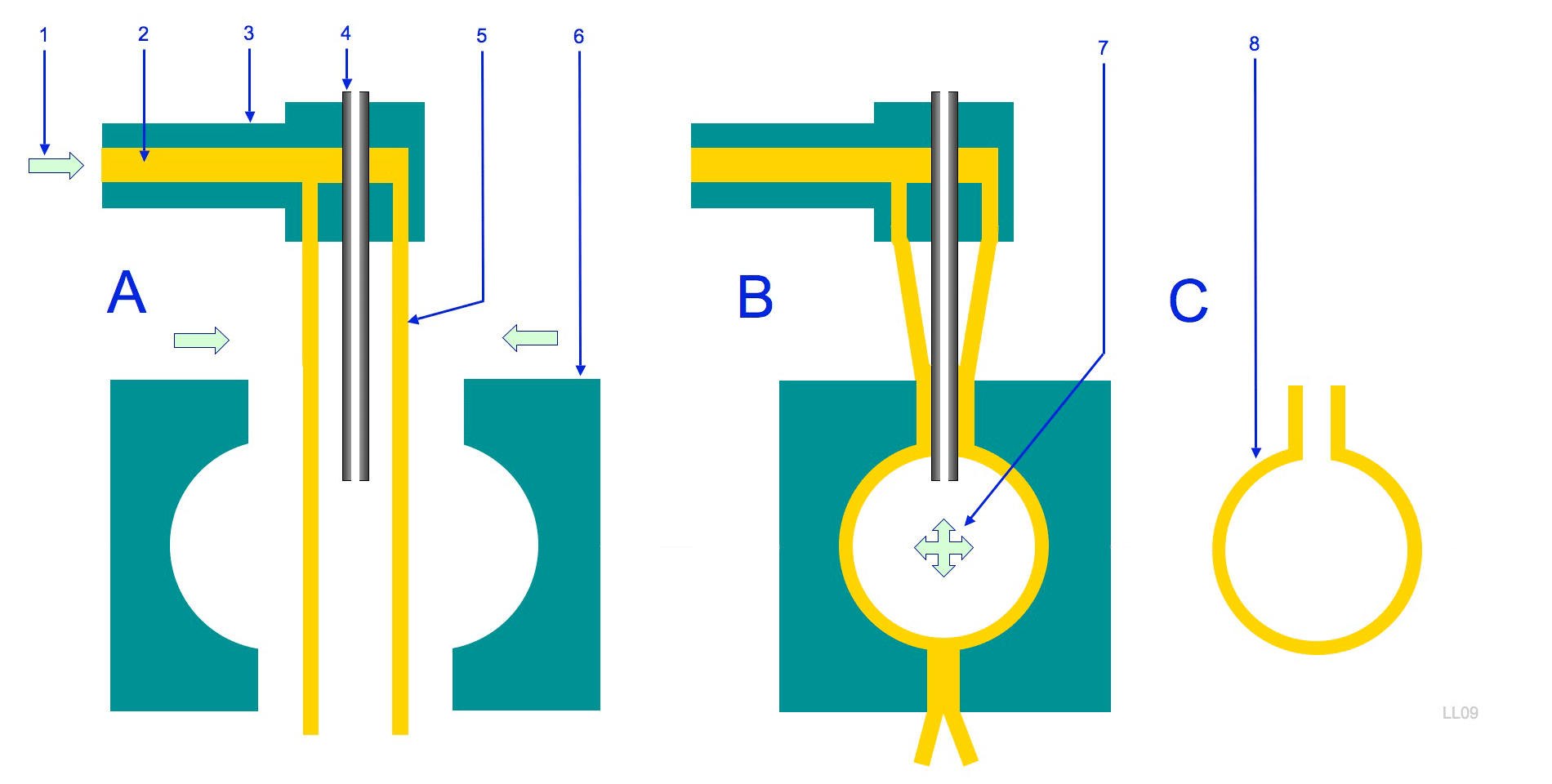
Descrizione del processo di stampaggio per soffiaggio:
A. Il parison viene prodotto per estrusione e lo stampo viene chiuso.
B. Viene insufflata l'aria nel parison.
C. Viene aperto lo stampo e viene estratto il pezzo finito.

Il parison viene ottenuto per estrusione oppure per stampaggio ad iniezione.
Una volta ottenuto il parison, viene sottoposto al processo di stampaggio per soffiaggio:
- il parison viene chiuso all'interno di uno stampo cavo;
- viene insufflata aria compressa all'interno del parison, in modo da farlo gonfiare fino ad assumere la forma delle pareti interne dello stampo;
- viene fatto raffreddare e solidificare il pezzo finito;
- lo stampo viene aperto e il pezzo finito viene espulso.

## Parison e preforma
Rispetto alla preforma il parison non presenta filettatura e ha dimensioni maggiori. Più precisamente, il parison ha circa la stessa lunghezza del prodotto finito, mentre la preforma ha una lunghezza pari a circa 1⁄3÷1⁄4 del prodotto finito. Quindi durante la fase di soffiaggio l'aria insufflata nel parison allunga il pezzo soprattutto in direzione circonferenziale, mentre nel caso della preforma si ha un allungamento sia in direzione circonferenziale sia in direzione longitudinale.
Inoltre il parison prima di uscire dallo stampo va tagliato con un apposito coltello, mentre nel caso della preforma ciò non è necessario.